# Петар Ратков
Петар Ратков (Београд, 18. август 2003) српски је фудбалер који тренутно наступа за Ред бул Салцбург.

## Каријера
Фудбал је почео да тренира у школи фудбала београдског ДИФ-а где је провео девет година. За сениорски састав тог клуба дебитовао је као шеснаестогодишњак и то у А групи Међуопштинске лиге Београда односно шестом степену фудбалског такмичења у Србији. Сезона у којој је био најбољи стрелац екипе званично је прекинута услед проглашења ванредног стања због пандемије ковида 19, а ДИФ се у том тренутку налазио на првом месту на табели. Ратков је након тога прешао у ТСЦ из Бачке Тополе и ту је најпре наступао за омладински састав. После зимске паузе у првенству 2021. године прикључен је првом тиму код тренера Младена Крстајића те је у Суперлиги Србије дебитовао 3. марта исте године, против Црвене звезде. Тада је у 84. минуту сусрета на Градском стадиону у Сенти заменио Михајла Бањца. Крајем месеца је потписао професионални уговор, заједно с вршњаком и саиграчем из омладинске екипе, Немањом Крсмановићем. Ратков је у домаћем шампионату до краја такмичарске 2020/21. наступио укупно девет пута и сваки пут је у игру улазио с клупе за резервне играче. Од наредне сезоне је постао стандардни првотимац, с тим што је до краја календарске године минуте такође чешће добијао с клупе. По први пут се у стартној постави нашао као бонус играч у ремију без погодака са суботичким Спартаком у септембру 2021. Први погодак у професионалној каријери постигао је у поразу ТСЦ-а од Чукаричког на домаћем терену почетком следећег месеца. Доласком Жарка Лазетића на место шефа стручног штаба, Ратков је до краја сезоне постигао још два поготка, а од 2022. се усталио у постави своје екипе. Тако је такмичарску 2022/23. завршио с 13 постигнутих погодака, као први стрелац екипе, доприневши пласману ТСЦ-а на друго место на табели.
Дана 18. јуна 2023. године, Ратков је потписао петогодишњи уговор с Ред бул Салцбургом. Вредност трансфера процењена је на 4 и по милиона евра те 15 одсто од наредне продаје његовог уговора, што је представљало највећи приход у историји ТСЦ-а остварен по том основу. У Бундеслиги Аустрије је дебитовао поготком на отварању сезоне 2023/24. против Рајндорф Алтаха. Дана 17. фебруара 2024. постигао је најбржи погодак у историји тог такмичења, након шест секунди утакмице против Линца.

## Репрезентација
Селектор Дејан Бранковић је позвао Раткова у састав омладинске репрезентације за двомеч с вршњацима из Босне и Херцеговине у октобру 2021. На другој од њих је у игру ушао на полувремену, заменивши на терену Срђана Хрстића. У последњој фази квалификација за Европско првенство Ратков је погађао у победама против Холандије и Норвешке. Нашао се и на коначном списку фудбалера за завршни турнир у Словачкој. Репрезентација Србије је учешће на турниру завршила након групне фазе, а Ратков је био стрелац на сусрету последњег кола, у поразу од екипе Аустрије.
Селектор младе репрезентације Србије, Горан Стевановић, упутио је Раткову позив за пријатељску утакмицу с Бугарском у септембру 2022. На том сусрету одиграно је само прво полувреме, пошто је уследио прекид због временске непогоде, а Ратков је био стрелац јединог поготка у 6. минуту. Касније је одиграо још неколико пријатељских утакмица под вођством истог тренера, а нашао се и на првом списку Душана Ђорђевића у јуну 2023.
Родитељи су му пореклом из Бугарске и Хрватске. Према писању Вечерњег листа, Хрватски ногометни савез је желео да искористи чињеницу да Ратков поседује и пасош те државе и упути му позив у тамошњи национални тим. Наведено је да би на такав начин био надомештен недостатак класичног сидраша који се појавио након повлачења Марија Манџукића. Такву тенденцију је касније имао и Фудбалски савез Бугарске, чију је репрезентацију предводио Младен Крстајић.
Драган Стојковић је Раткова позвао у проширени састав репрезентације Србије за сусрете с Мађарском и Литванијом у септембру 2023. године. Ратков, међутим, није био на скраћеном списку услед повреде. Он је, потом, поново позван у репрезентативном термину следећег месеца. Тада је изјавио да није имао дилему и да је желео да наступа искључиво за Србију. Дебитовао је 14. октобра, против Мађарске на Пушкаш арени, заменивши на терену Сашу Лукића у 84. минуту сусрета. Током новембра исте године, Ратков је наступио у квалификационим утакмицама младе репрезентације, постигавши први од два поготка у победи над Луксембургом.
У мају 2024. године, Ратков се најпре нашао на ширем списку репрезентације од 35 играча за Европско првенство, а затим и у коначном саставу фудбалера за то такмичење.

## Статистика

### Клупска
Ажурирано 19. априла 2025.
|                  |          |                     |     |    |    |   |    |   |   |   |     |    |  |  |
| ТСЦ Бачка Топола | 2020/21. | Суперлига Србије    | 9   | 0  | 0  | 0 | —  | — | — | — | 9   | 0  |  |  |
| ТСЦ Бачка Топола | 2021/22. | Суперлига Србије    | 31  | 3  | 1  | 0 | —  | — | — | — | 32  | 3  |  |  |
| ТСЦ Бачка Топола | 2022/23. | Суперлига Србије    | 36  | 13 | 4  | 1 | —  | — | — | — | 40  | 14 |  |  |
| ТСЦ Бачка Топола | Укупно   | Укупно              | 76  | 16 | 5  | 1 | —  | — | — | — | 81  | 17 |  |  |
|                  |          |                     |     |    |    |   |    |   |   |   |     |    |  |  |
| Ред бул Салцбург | 2023/24. | Бундеслига Аустрије | 24  | 5  | 5  | 1 | 6  | 0 | — | — | 35  | 6  |  |  |
| Ред бул Салцбург | 2024/25. | Бундеслига Аустрије | 15  | 1  | 3  | 1 | 8  | 0 | — | — | 26  | 2  |  |  |
| Ред бул Салцбург | Укупно   | Укупно              | 39  | 6  | 8  | 2 | 14 | 0 | — | — | 61  | 8  |  |  |
|                  |          |                     |     |    |    |   |    |   |   |   |     |    |  |  |
| Каријера         | Каријера | Каријера            | 115 | 22 | 13 | 3 | 14 | 0 | — | — | 142 | 25 |  |  |
|                  |          |                     |     |    |    |   |    |   |   |   |     |    |  |  |

### Утакмице у дресу репрезентације
| Репрезентација Србије у узрасту до 19 година старости | Репрезентација Србије у узрасту до 19 година старости                    | Репрезентација Србије у узрасту до 19 година старости                    | Репрезентација Србије у узрасту до 19 година старости                    | Репрезентација Србије у узрасту до 19 година старости                    | Репрезентација Србије у узрасту до 19 година старости                    | Репрезентација Србије у узрасту до 19 година старости                    | Репрезентација Србије у узрасту до 19 година старости | Репрезентација Србије у узрасту до 19 година старости | Репрезентација Србије у узрасту до 19 година старости |
| #                                                     | Датум                                                                    | Такмичење                                                                | Локација                                                                 | Домаћин                                                                  | Резултат                                                                 | Гост                                                                     | Гол                                                   | Реф.                                                  |                                                       |
| ----------------------------------------------------- | ------------------------------------------------------------------------ | ------------------------------------------------------------------------ | ------------------------------------------------------------------------ | ------------------------------------------------------------------------ | ------------------------------------------------------------------------ | ------------------------------------------------------------------------ | ----------------------------------------------------- | ----------------------------------------------------- | ----------------------------------------------------- |
| 1.                                                    | 10. октобар 2021.                                                        | Пријатељска утакмица                                                     | ТСЦ академија, Бачка Топола                                              | Србија                                                                   | 4 : 0                                                                    | Босна и Херцеговина                                                      |                                                       | [ 25 ]                                                |                                                       |
| 2.                                                    | 9. март 2022.                                                            | Пријатељска утакмица                                                     | Кућа фудбала, Стара Пазова                                               | Србија                                                                   | 3 : 0                                                                    | Хрватска                                                                 |                                                       | [ 52 ]                                                |                                                       |
| 3.                                                    | 1. јун 2022.                                                             | Квалификације за Европско првенство                                      | Јанмар стадион, Алмере                                                   | Холандија                                                                | 1 : 2                                                                    | Србија                                                                   | Гол                                                   | [ 26 ]                                                |                                                       |
| 4.                                                    | 4. јун 2022.                                                             | Квалификације за Европско првенство                                      | Спортпарк Зегерслот                                                      | Украјина                                                                 | 1 : 1                                                                    | Србија                                                                   |                                                       | [ 53 ]                                                |                                                       |
| 5.                                                    | 7. јун 2022.                                                             | Квалификације за Европско првенство                                      | Спортпарк Јулиана                                                        | Србија                                                                   | 3 : 2                                                                    | Норвешка                                                                 | Гол                                                   | [ 27 ]                                                |                                                       |
| 6.                                                    | 19. јун 2022.                                                            | Европско првенство                                                       | Стадион ФК Похрон, Жјар на Хрону                                         | Србија                                                                   | 2 : 2                                                                    | Израел                                                                   |                                                       | [ 54 ]                                                |                                                       |
| 7.                                                    | 22. јун 2022.                                                            | Европско првенство                                                       | СНП, Банска Бистрица                                                     | Енглеска                                                                 | 4 : 0                                                                    | Србија                                                                   |                                                       | [ 55 ]                                                |                                                       |
| 8.                                                    | 25. јун 2022.                                                            | Европско првенство                                                       | СНП, Банска Бистрица                                                     | Аустрија                                                                 | 3 : 2                                                                    | Србија                                                                   | Гол                                                   | [ 29 ]                                                |                                                       |
| 8                                                     | Укупан број утакмица, постигнутих погодака и минута проведених на терену | Укупан број утакмица, постигнутих погодака и минута проведених на терену | Укупан број утакмица, постигнутих погодака и минута проведених на терену | Укупан број утакмица, постигнутих погодака и минута проведених на терену | Укупан број утакмица, постигнутих погодака и минута проведених на терену | Укупан број утакмица, постигнутих погодака и минута проведених на терену | 3                                                     | [ 56 ]                                                |                                                       |

| Репрезентација Србије у узрасту до 21 године старости | Репрезентација Србије у узрасту до 21 године старости                    | Репрезентација Србије у узрасту до 21 године старости                    | Репрезентација Србије у узрасту до 21 године старости                    | Репрезентација Србије у узрасту до 21 године старости                    | Репрезентација Србије у узрасту до 21 године старости                    | Репрезентација Србије у узрасту до 21 године старости                    | Репрезентација Србије у узрасту до 21 године старости | Репрезентација Србије у узрасту до 21 године старости | Репрезентација Србије у узрасту до 21 године старости |
| #                                                     | Датум                                                                    | Такмичење                                                                | Локација                                                                 | Домаћин                                                                  | Резултат                                                                 | Гост                                                                     | Мин.                                                  | Гол                                                   | Реф.                                                  |
| ----------------------------------------------------- | ------------------------------------------------------------------------ | ------------------------------------------------------------------------ | ------------------------------------------------------------------------ | ------------------------------------------------------------------------ | ------------------------------------------------------------------------ | ------------------------------------------------------------------------ | ----------------------------------------------------- | ----------------------------------------------------- | ----------------------------------------------------- |
| 1.                                                    | 27. септембар 2022.                                                      | Пријатељска утакмица                                                     | Национална фудбалска база Бојана, Софија                                 | Бугарска                                                                 | 1 : 1                                                                    | Србија                                                                   | Гол                                                   | [ 31 ]                                                |                                                       |
| 2.                                                    | 20. новембар 2022.                                                       | Пријатељска утакмица                                                     | Никозија                                                                 | Кипар                                                                    | 2 : 2                                                                    | Србија                                                                   |                                                       | [ 57 ]                                                |                                                       |
| 3.                                                    | 23. новембар 2022.                                                       | Пријатељска утакмица                                                     | АЕК Арена, Ларнака                                                       | Србија                                                                   | 1 : 1                                                                    | Северна Македонија                                                       |                                                       | [ 58 ]                                                |                                                       |
| 4.                                                    | 24. март 2023.                                                           | Пријатељска утакмица                                                     | ТСЦ арена, Бачка Топола                                                  | Србија                                                                   | 0 : 2                                                                    | Италија                                                                  |                                                       | [ 59 ]                                                |                                                       |
| 5.                                                    | 28. март 2023.                                                           | Пријатељска утакмица                                                     | Спортски центар, Марбеља                                                 | Сједињене Америчке Државе                                                | 0 : 0                                                                    | Србија                                                                   |                                                       | [ 60 ]                                                |                                                       |
| 6.                                                    | 18. новембар 2023.                                                       | Квалификације за Европско првенство                                      | ТСЦ арена, Бачка Топола                                                  | Србија                                                                   | 0 : 3                                                                    | Енглеска                                                                 |                                                       | [ 61 ]                                                |                                                       |
| 7.                                                    | 21. новембар 2023.                                                       | Квалификације за Европско првенство                                      | Кућа фудбала, Стара Пазова                                               | Србија                                                                   | 2 : 0                                                                    | Луксембург                                                               | Гол                                                   | [ 62 ]                                                |                                                       |
| 7                                                     | Укупан број утакмица, постигнутих погодака и минута проведених на терену | Укупан број утакмица, постигнутих погодака и минута проведених на терену | Укупан број утакмица, постигнутих погодака и минута проведених на терену | Укупан број утакмица, постигнутих погодака и минута проведених на терену | Укупан број утакмица, постигнутих погодака и минута проведених на терену | Укупан број утакмица, постигнутих погодака и минута проведених на терену | 2                                                     |                                                       |                                                       |

| Фудбалска репрезентација Србије | Фудбалска репрезентација Србије             | Фудбалска репрезентација Србије             | Фудбалска репрезентација Србије             | Фудбалска репрезентација Србије             | Фудбалска репрезентација Србије             | Фудбалска репрезентација Србије             | Фудбалска репрезентација Србије             | Фудбалска репрезентација Србије | Фудбалска репрезентација Србије |
| #                               | Датум                                       | Такмичење                                   | Локација                                    | Домаћин                                     | Резултат                                    | Гост                                        | Мин.                                        | Гол                             | Реф.                            |
| ------------------------------- | ------------------------------------------- | ------------------------------------------- | ------------------------------------------- | ------------------------------------------- | ------------------------------------------- | ------------------------------------------- | ------------------------------------------- | ------------------------------- | ------------------------------- |
| 1.                              | 14. октобар 2023.                           | Квалификације за Европско првенство         | Пушкаш арена, Будимпешта                    | Мађарска                                    | 2 : 1                                       | Србија                                      |                                             | [ 63 ]                          |                                 |
| 2.                              | 5. септембар 2024.                          | Лига нација                                 | Стадион Рајко Митић, Београд                | Србија                                      | 0 : 0                                       | Шпанија                                     |                                             | [ 64 ]                          |                                 |
| 3.                              | 8. септембар 2024.                          | Лига нација                                 | Стадион Паркен, Копенхаген                  | Данска                                      | 2 : 0                                       | Србија                                      |                                             | [ 65 ]                          |                                 |
| 3                               | Укупан број утакмица и постигнутих погодака | Укупан број утакмица и постигнутих погодака | Укупан број утакмица и постигнутих погодака | Укупан број утакмица и постигнутих погодака | Укупан број утакмица и постигнутих погодака | Укупан број утакмица и постигнутих погодака | Укупан број утакмица и постигнутих погодака | [ 66 ]                          |                                 |

## Трофеји, награде, рекорди и признања
| ДИФ Београд - Међуопштинска лига Београд група А : 2019/20. | - Играч кола у Суперлиги Србије 1. Суперлига Србије за сезону 2022/23, 36. коло - Најбржи погодак у историји Бундеслиге Аустрије |